# UP-Klasse 3900

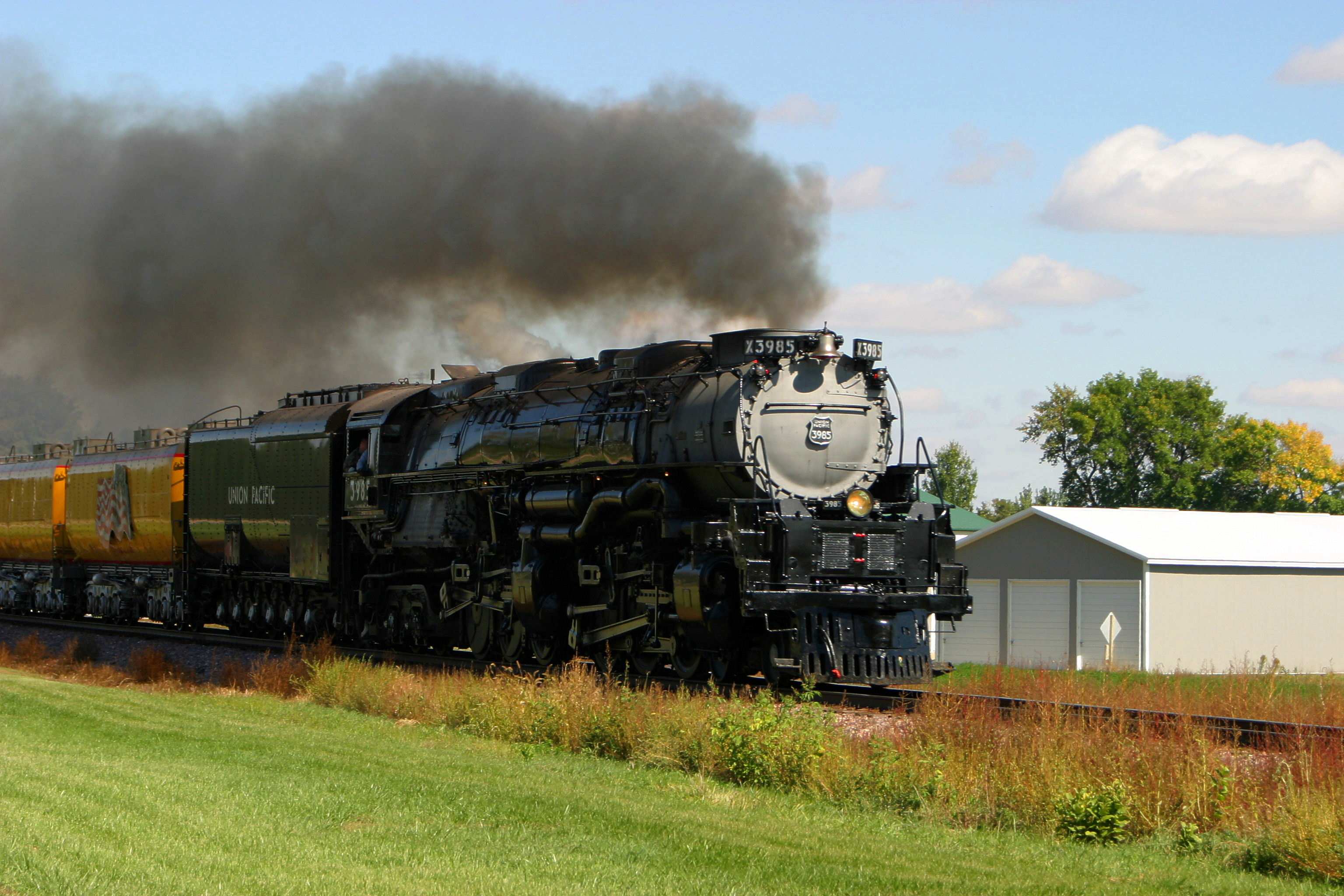
Union Pacific 3985

Die Klasse 3900 der Union Pacific Railroad, auch Challenger genannt, war eine Baureihe schwerer Vierzylinder-Dampflokomotiven mit einfacher Dampfdehnung in Gelenkbauart. Die Maschinen mit der Achsfolge (2’C)C2’ h4 (amerikanische Schreibweise: 4-6-6-4)  waren für den Güterverkehr vorgesehen.
Die Lokomotiven sind eine Weiterentwicklung der sechsfach gekuppelten Einrahmenmaschinen der Klasse 9000 mit der Achsfolge 2’F1’ h3. Sie entsprechen der Bauart articulated, das führende Laufdrehgestell und die drei Kuppelachsen des vorderen Triebwerkes sind in einem beweglichen Rahmen gelagert, die drei Kuppelachsen des hinteren Triebwerkes und das ebenfalls zweiachsige Delta-Schleppgestell hingegen im Hauptrahmen der Lokomotive. Diese Anordnung entspricht der Bauart Mallet, allerdings ohne Verbundwirkung des Triebwerkes. Von der Aufteilung der sechs Kuppelachsen in zwei Gruppen versprach man sich geringere hin- und hergehende Massen und damit eine höhere mögliche Geschwindigkeit sowie einen besseren Bogenlauf. Alle Räder waren Scheibenräder, die der Treib- und Kuppelradsätze der Bauart Boxpok. Die Lokomotiven erhielten vier identische Zylinder mit einem Durchmesser von 560 Millimetern. Der Kolbenhub betrug 810 Millimeter, der Kessel hatte einen Betriebsdruck von 1757 kPa (255 psi). Die erste „Challenger“ wurde am 25. August 1936 unter der Betriebsnummer 3900 bei der Bahngesellschaft „Union Pacific Railroad“ in Dienst gestellt. Sechs Lokomotiven der zweiten Lieferung wurden für den Einsatz im Personenzugverkehr ausgerüstet. Erkenntnisse aus dem Bau der UP-Klasse 4000, die eine vergrößerte Weiterentwicklung der Challenger darstellten, flossen in die ab 1942 gebaute verbesserte Ausführung ein. Diese erhielt Zylinder mit einem etwas geringerem Durchmesser von nur noch 530 Millimetern, eine kürzere Feuerbüchse sowie einen auf 1929 kPa (280 psi) erhöhten Kesseldruck. Insgesamt beschaffte die Union Pacific 105 Lokomotiven der Baureihe, davon 50 in der verbesserten Ausführung. Weitere Bahngesellschaften bestellten ebenfalls Lokomotiven mit der Achsfolge (2’C)C2’ h4, wie beispielsweise die Reihe Z 8 der Northern Pacific,  die sich jedoch aufgrund anderer Anforderungsprofile konstruktiv von den Maschinen der UP unterschieden.
Die Lokomotiven des dritten bis fünften Bauloses waren mit siebenachsigen Tendern der Bauart Centipede  (2’5)  gekuppelt, die 28 Tonnen Kohle und 95 m³ Wasser fassten. Viele Lokomotiven wurden auf Ölfeuerung umgebaut. Einige davon wurden allerdings wieder auf Kohlefeuerung zurückgebaut.
Die sechs Lokomotiven für den Reisezugdienst erhielten zusätzlich Windleitbleche und eine besondere Lackierung in Hellgrau/Mittelgrau.
Von 1936 bis Anfang der 50er Jahre waren alle 105 Challenger in Cheyenne stationiert. Als jedoch Diesellokomotiven und der Straßenverkehr zur Konkurrenz für die Dampftraktion wurden, wurden im April 1954 die 3800-Lokomotiven nach Ogden abgefahren und dort abgestellt. Erst als 1955 der Güterverkehr wieder zunahm, wurden sie erneut in Betrieb genommen und wieder nach Cheyenne umstationiert, wo sie mit den anderen Challengern bis Sommer 1959 im täglichen, planmäßigen Einsatz blieben. Bis 1958 wurden sie noch bis nach Ogden eingesetzt. Einige 3900-Lokomotiven wurden sogar noch bis Sommer 1961 eingesetzt und anschließend noch bis Herbst 1962 als betriebsfähige Reserveloks in Cheyenne vorgehalten. Von 1981 bis September 2010 war die ab 1979 aufgearbeitete 3985 betriebsfähige Museumslokomotive in Cheyenne. Im Oktober 2010 wurde sie nach einem schwerwiegenden Triebwerksschaden abgestellt. Eine Aufarbeitung wurde nicht mehr vorgenommen, nachdem das sehr kostenintensive Prestigeprojekt der Aufarbeitung der Big Boy 4014 zum 150-jährigen Firmenjubiläum in Angriff genommen wurde. Die Lokomotive 3985 war bis 2022 im Lokschuppen von Cheyenne abgestellt. Der Öltender wurde mit der Lokomotive 4014 gekuppelt. Der Vorstand von Union Pacific entschied 2022 aus Kostengründen die 3985 und weitere historische Fahrzeuge aus dem Unterhaltungsbestand von Union Pacific zu streichen und hatte diese Fahrzeuge zur Abgabe an interessierte Eisenbahnfreunde und Museen ausgeschrieben. Mittlerweile hat 3985 neue Besitzer gefunden.

## Gelieferte Ausführungen und Einsatz

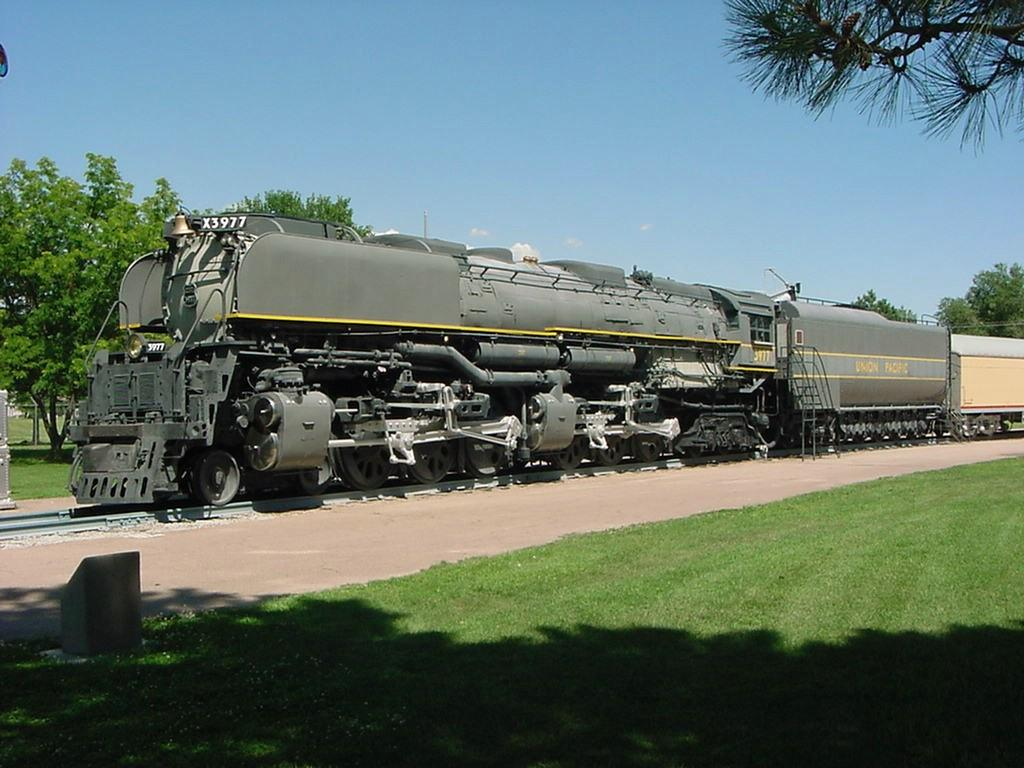
UP 3977 mit für eine amerikanische Lokomotive ungewöhnlichen Windleitblechen

| Gesellschaft | Bezeichnung | Nummer    | Anzahl | Hersteller | Baujahr | Ausmusterung | Bemerkung                     |
| ------------ | ----------- | --------- | ------ | ---------- | ------- | ------------ | ----------------------------- |
| UP           | CSA-1       | 3900–3914 | 15     | ALCO       | 1936    | 1956–1962    | umgez. zu 3800–3814           |
| UP           | CSA-2       | 3915–3939 | 25     | ALCO       | 1937    | 1956–1961    | umgez. zu 3815–3839           |
| UP           | 4664-5      | 3930–3949 | 20     | ALCO       | 1944    | 1952–1960    |                               |
| UP           | 4664-3      | 3950–3969 | 20     | ALCO       | 1942    | 1958–1961    |                               |
| UP           | 4664-4      | 3975–3999 | 25     | ALCO       | 1936    | 1959–1961    | 3975–3984 umgez. zu 3708–3717 |

## Verbleib
Zwei „Challenger“-Lokomotiven sind erhalten geblieben: die 3977 und die 3985. Letztere war lange Zeit die größte betriebsfähige Dampflokomotive der Welt, verlor diesen Titel aber an die 4014 der Union Pacific nach deren Aufarbeitung im Mai 2019. Da Union Pacific derzeit neben dem Big Boy 4014 noch die Living Legend 844 betreibt, bestand für die Lokomotive 3985 kein Bedarf und sie war durch den Fristablauf nach dem Triebwerksschaden 2010 auch nicht mehr betriebsfähig. 2022 verschenkte die Union Pacific die 3985 zusammen mit anderen historischen Lokomotiven und Wagen an den Verein Railroading Heritage of Midwest America (RRHMA). Der Verein möchte die 3985 restaurieren und wieder betriebsfähig machen. Derzeit befindet sich die Lokomotive in einem Ausbesserungswerk in Silvis, Illinois.
Die Lokomotive 3977 wurde 1952 auf Ölfeuerung umgebaut, in 3710 umbezeichnet und erhielt eine auffällige Lackierung in hellgrau, dunkelgrau und gelben Streifen. Heute steht sie als Denkmal in einer Parkanlage in North Platte, Nebraska. 41° 8′ 52″ N, 100° 45′ 11″ W